# Слагяна Митовска
Слагяна Митовска (на македонска литературна норма: Слаѓана Митовска) е северномакедонска политичка.

## Биография
Родена е на 29 януари 1981 година в град Крива паланка, тогава във Социалистическа федеративна република Югославия, днес в Северна Македония. Завършва социални дейности в Скопския университет и работи като социална работничка.
В 2014 година и в 2016 година е избрана за депутат от ВМРО – Демократическа партия за македонско национално единство в Събранието на Република Македония.